# Judith Blake
Pour les articles homonymes, voir Blake.
Judith Vivienne Blake (née Parsons) née en 1953, est une femme politique travailliste britannique et ancienne chef du conseil municipal de Leeds, la première femme à occuper ce poste.
En février 2021, elle est créée pair à vie après une nomination par le chef du parti travailliste Keir Starmer.

## Vie privée
Née en juillet 1953 dans une famille méthodiste de Leeds, ses deux parents sont médecins. Elle fréquente le Leeds Girls High School jusqu'en 1971, puis étudie l'histoire à l'Université du Kent,.
Après l'université, elle commence sa carrière dans l'éducation et la politique sociale, vivant à Londres puis à Birmingham dans les années 1980. Elle enseigne l'anglais aux réfugiés tout en vivant à Birmingham. En 1992, elle revient vivre à Otley.
Blake a quatre enfants. Son plus jeune enfant, Olivia Blake est élue députée de Sheffield Hallam en 2019,,.

## Carrière politique
Blake est élue en tant que conseillère municipale d'Otley, et, à l'exception d'un intervalle de deux ans après avoir perdu son siège à Weetwood à l'élection du conseil municipal de 2000, est membre du conseil municipal de Leeds depuis 1996. Elle se présente à deux reprises pour la circonscription de Leeds North West en 2005 et 2010 comme candidate du Parti travailliste, perdant à deux reprises face à Greg Mulholland.
Blake est chef adjoint du Conseil pendant cinq ans, de 2010 à 2015. Elle est membre du cabinet exécutif pour les enfants et les familles pendant cette période, supervisant le changement de notation Ofsted des services à l'enfance de la ville de «inadéquat» à «bon dans l'ensemble». Elle est impliquée dans un certain nombre de campagnes juridiques nationales, travaille avec les autorités éducatives du Yorkshire pour améliorer les normes scolaires dans la région, et travaille sur les crises et les problèmes liés aux notes des élèves et aux placements scolaires tout au long de sa carrière.
Elle vote pour Yvette Cooper lors de l'élection à la direction du Parti travailliste de 2015 et soutient Keir Starmer lors de l'élection à la direction de 2020,.
Blake est élue à la tête du conseil municipal de Leeds en mai 2015. Elle préside actuellement le conseil d'administration du Conseil, ayant également siégé aux conseils d'administration du NHS Leeds et de la police du West Yorkshire. En avril 2019, Blake est nommée au conseil d'administration du Northern Ballet.
Elle reçoit le titre de Commandeur de l'Ordre de l'Empire britannique (CBE) à l'occasion de l'anniversaire 2017.
En février 2021, elle est créée baronne Blake de Leeds, de Gledhow dans la ville de Leeds.